# Wilhelm Oxenius

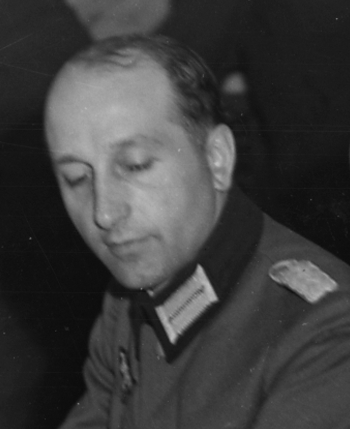
Wilhelm Oxenius (1945)

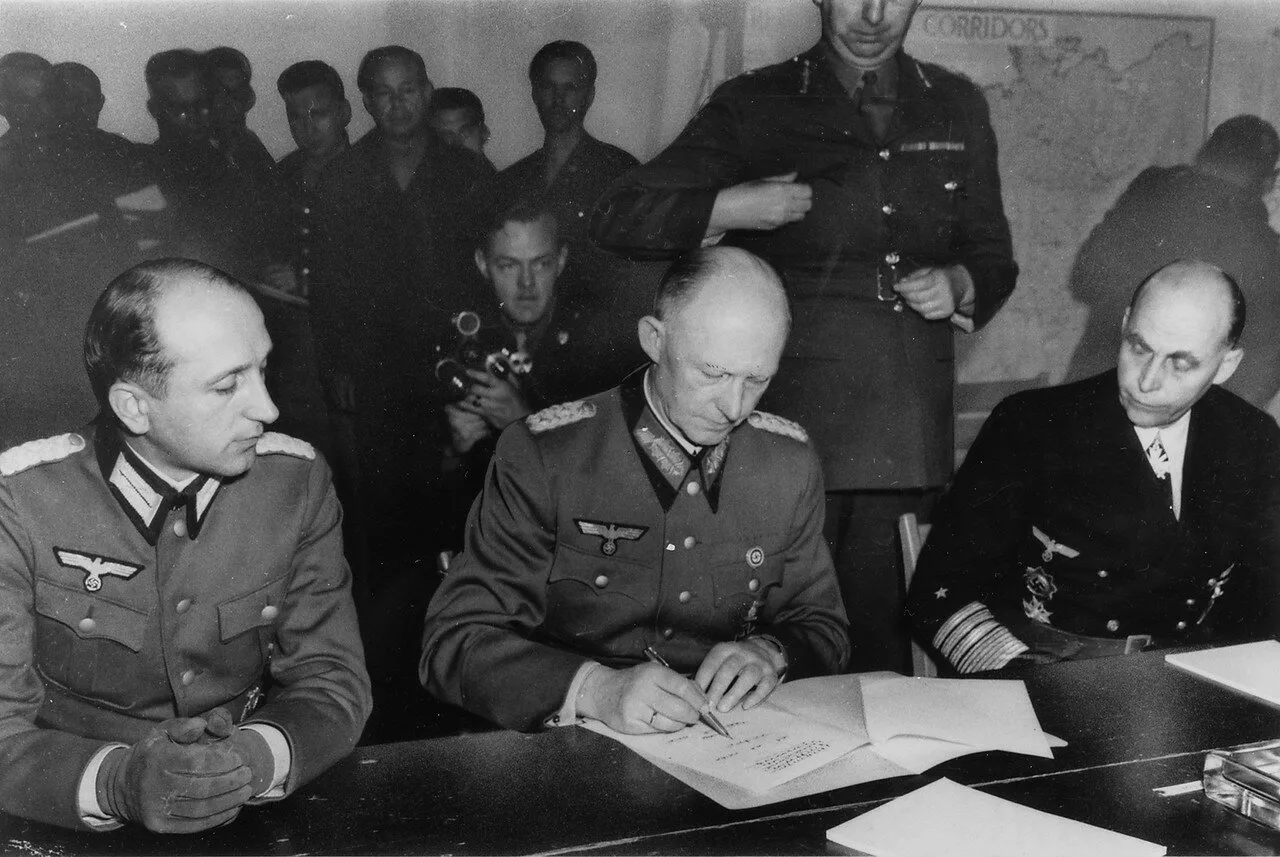
Generaloberst Jodl unterzeichnet in Reims die bedingungslose Kapitulation der Wehrmacht (7. Mai 1945); rechter Hand von Jodl sitzt Oxenius, linker Hand von Jodl Admiral von Friedeburg.

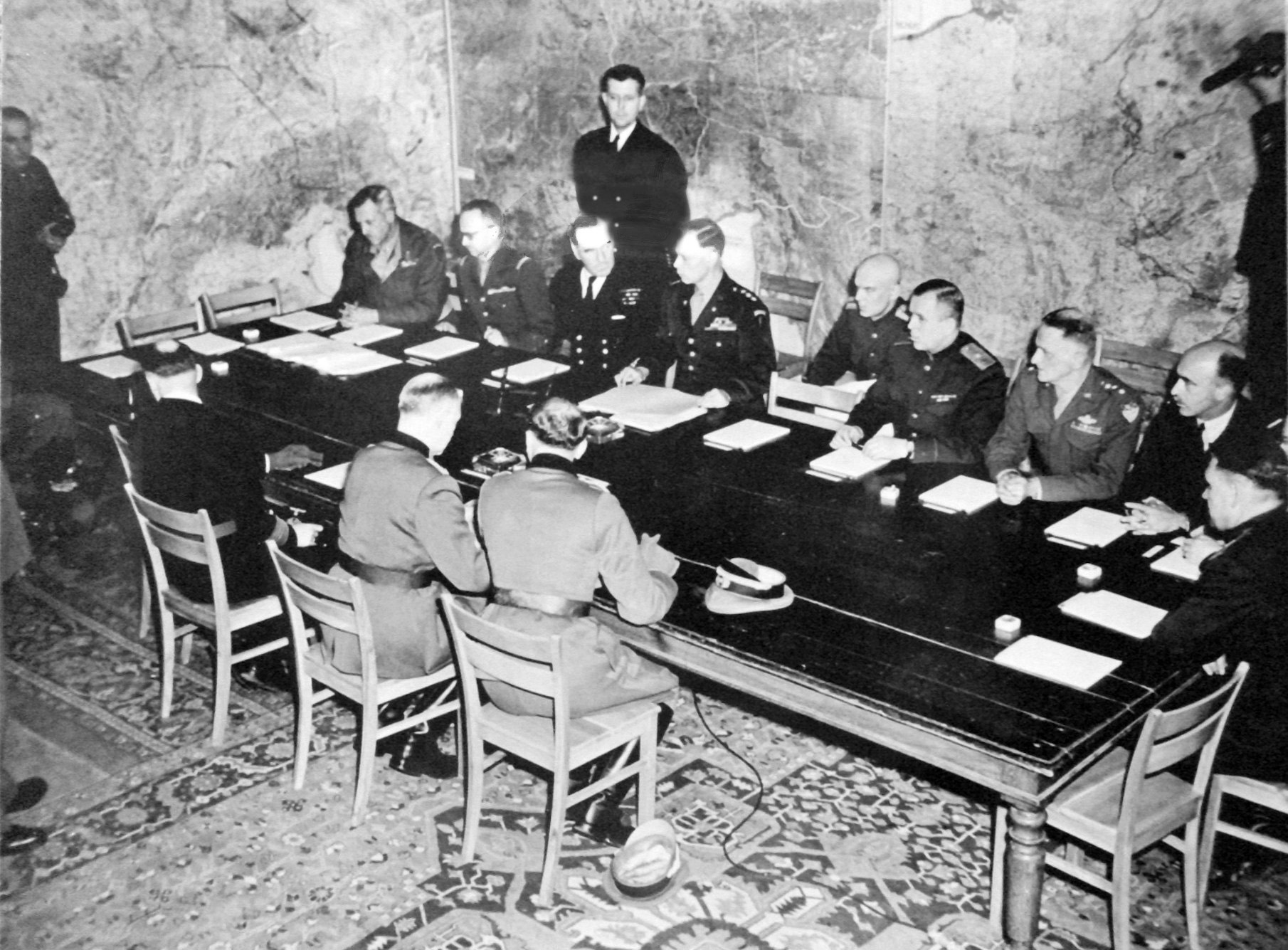
Von Friedeburg, Jodl und Oxenius, gegenüber die alliierten Offiziere

Wilhelm Oxenius (* 9. September 1912 in Kassel; † 13. August 1979) war ein deutscher Offizier während des Zweiten Weltkriegs. Bekanntheit erlangte er als Dolmetscher während der Kapitulationsunterzeichnung am 7. Mai 1945 in Reims. Später war er für die Organisation Gehlen und den Bundesnachrichtendienst tätig.

## Militärische Laufbahn
Oxenius war schon vor dem Krieg Soldat der Wehrmacht. Im Juni 1944 war er Stabsoffizier für die Panzergruppe West in Frankreich und wurde dann im Range eines Majors i. G. Adjutant von Generaloberst Alfred Jodl im Oberkommando der Wehrmacht.
Oxenius unterzeichnete die Kapitulation in Reims zusammen mit Generaladmiral Hans-Georg von Friedeburg und Alfred Jodl. Vom 10. Mai 1945 bis 3. Januar 1948 befand er sich in alliierter Kriegsgefangenschaft.

## Tätigkeit für die Organisation Gehlen und den Bundesnachrichtendienst
Nach dem Krieg wurde Oxenius Mitarbeiter der Organisation Gehlen und verblieb dort auch nach deren Überführung in den Bundesnachrichtendienst (BND). Oxenius war dort Medienberichten zufolge als Reinhard Gehlens Sicherheitschef tätig. Er galt als vehementer Antikommunist und propagierte die Theorie des Fortbestehens einer kommunistischen Organisation in Form der Roten Kapelle.

## Schriften
- Das Meer als Gleichnis bei Matthew Arnold. Dissertation Universität Tübingen, 1951.[4]